# بروكلين هايتس
بروكلين هايتس هي حي سكني ثري في مدينة نيويوركو التابعة للمنطقة الإدارية بروكلين. في الأصل تشير إلى قرية بروكلين، برزت هذه المنطقة في بروكلين منذ 1834. يلاحظ في الحي لبنيته المعمارية ذات الارتفاع المنخفض
ولكثرة المنازل المصطفة، أغلبها بني في فترة ماقبل الحرب الأهلية الأمريكية. وهي أيضاً تحتوي على وفرة من الكنائس البارزة وغيرها من المؤسسات الدينية. أضيف الحي إلى السجل الوطني للأماكن التاريخية في عام 1966.

## معرض صور

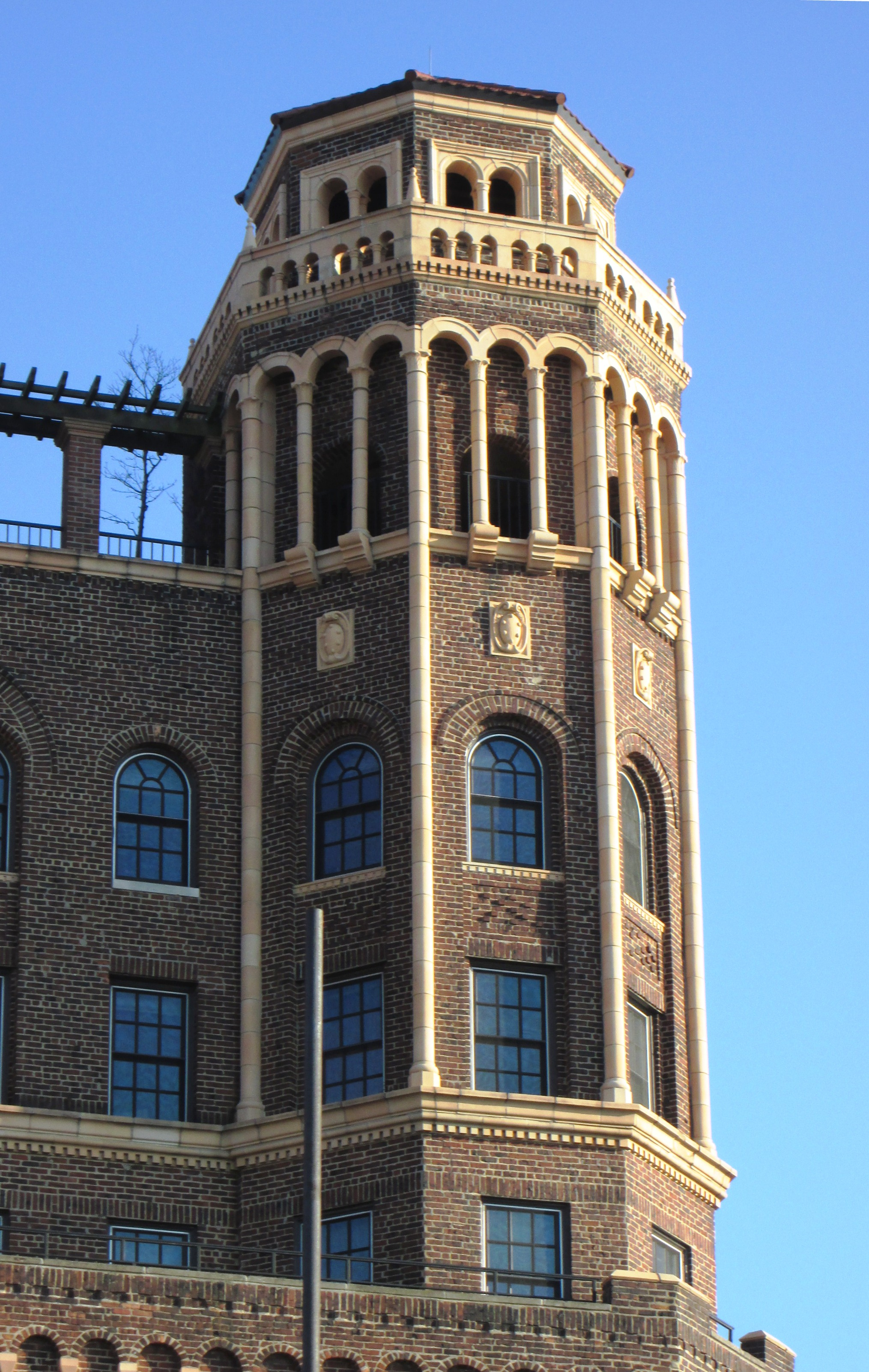
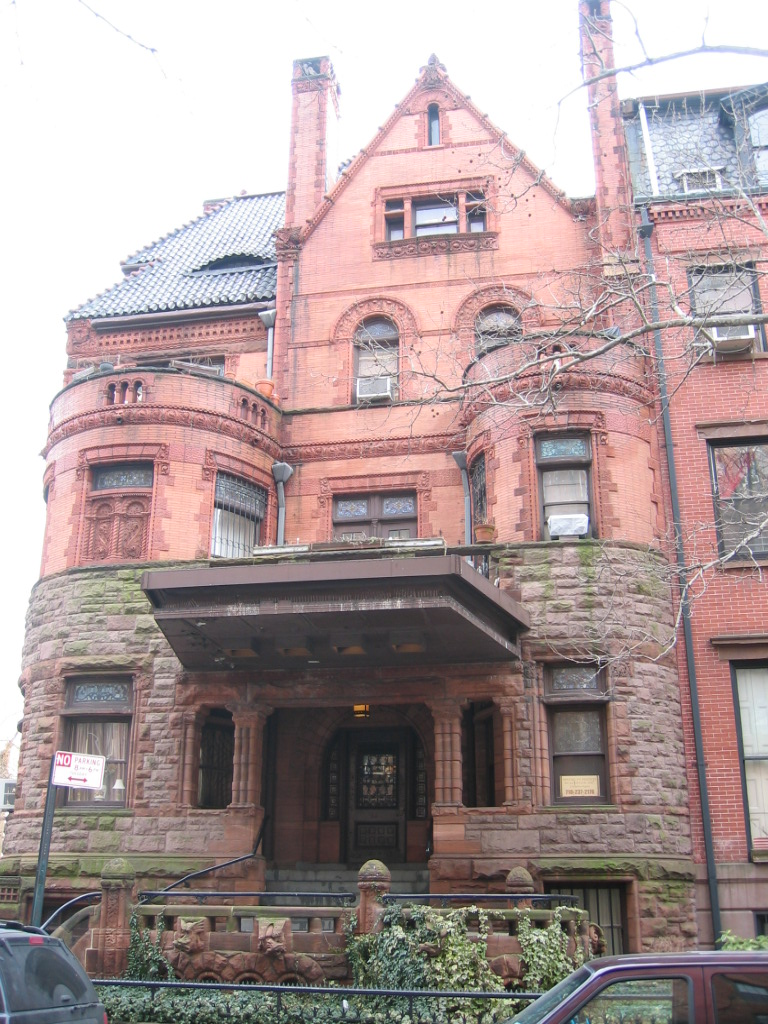
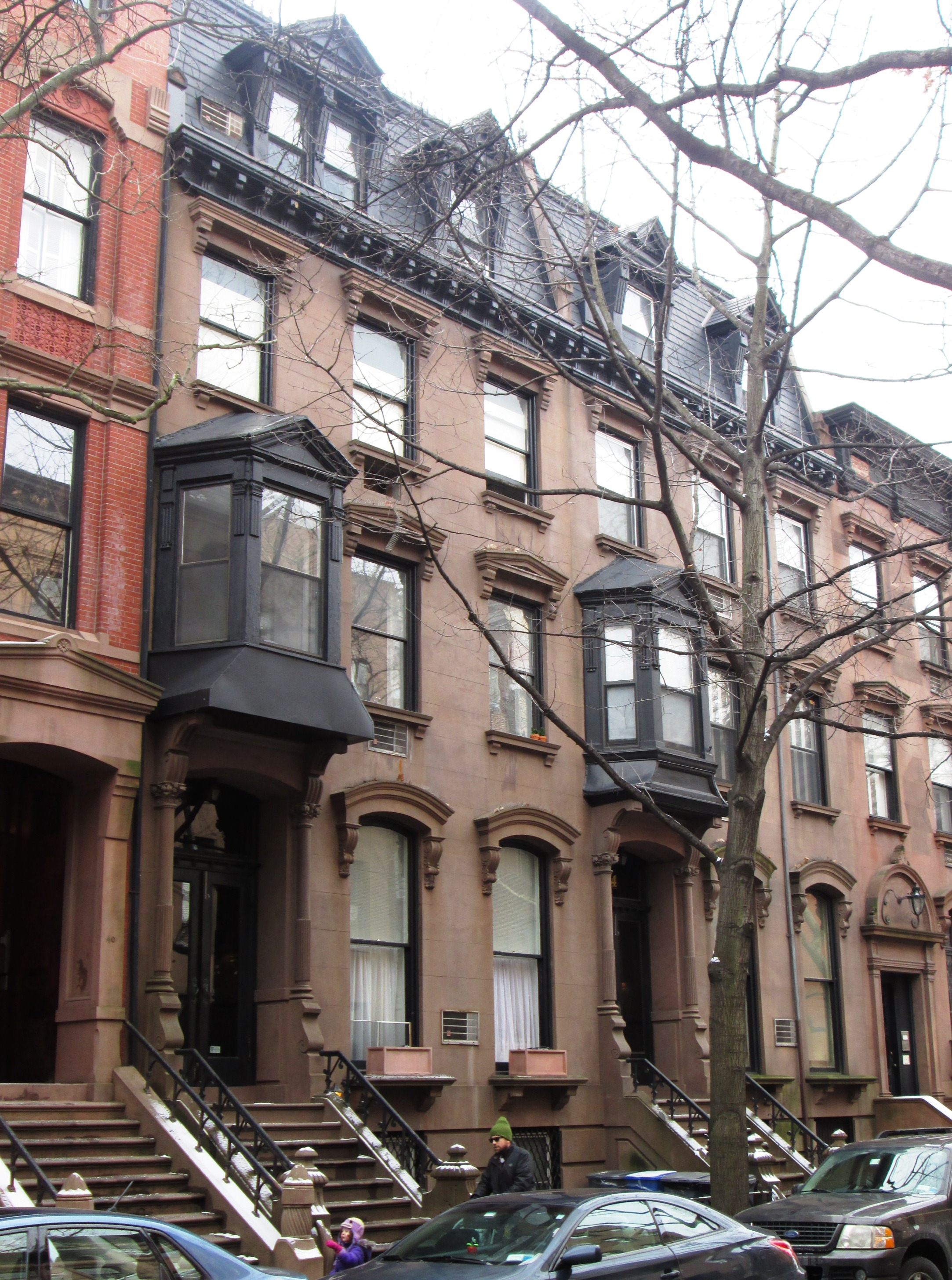
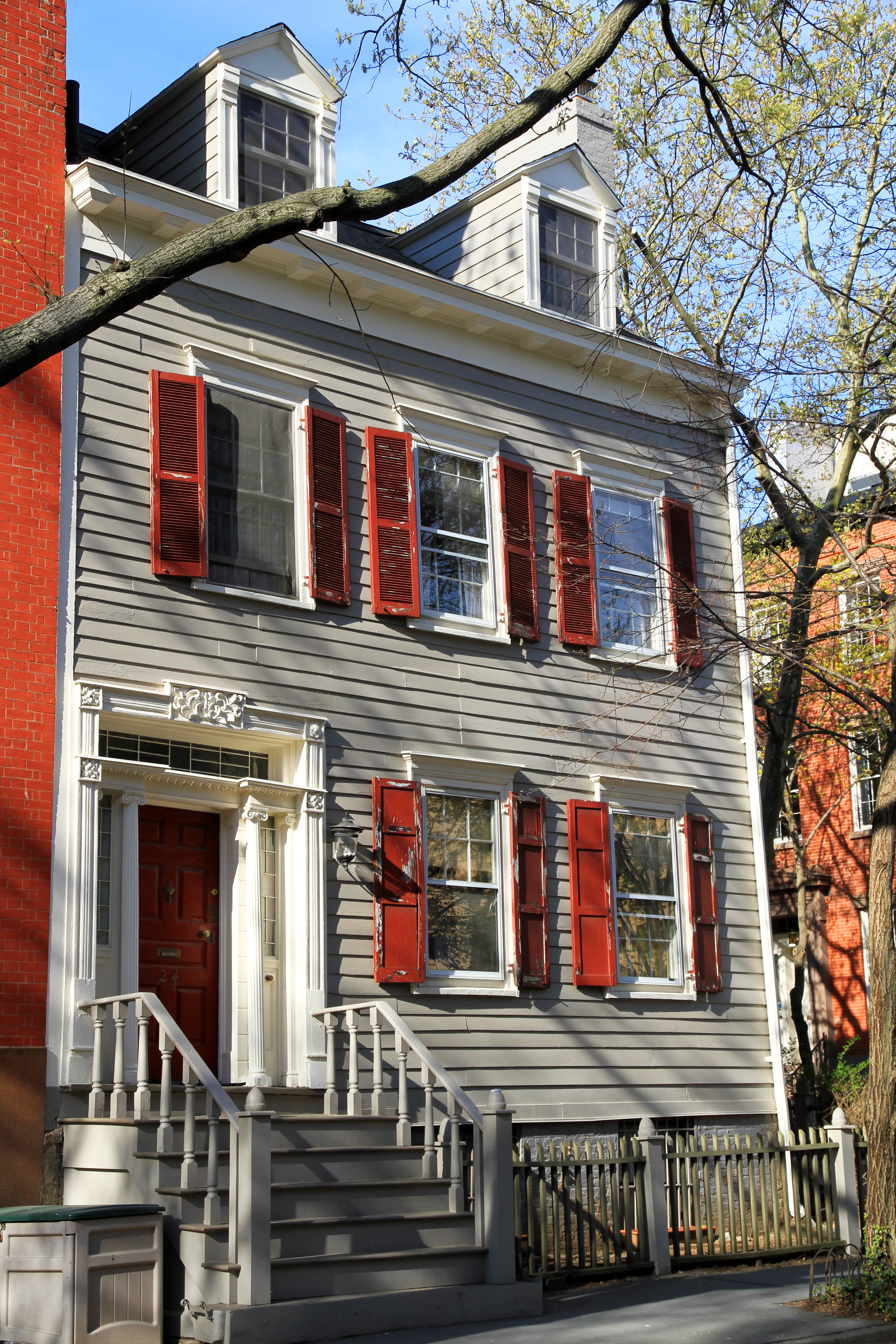
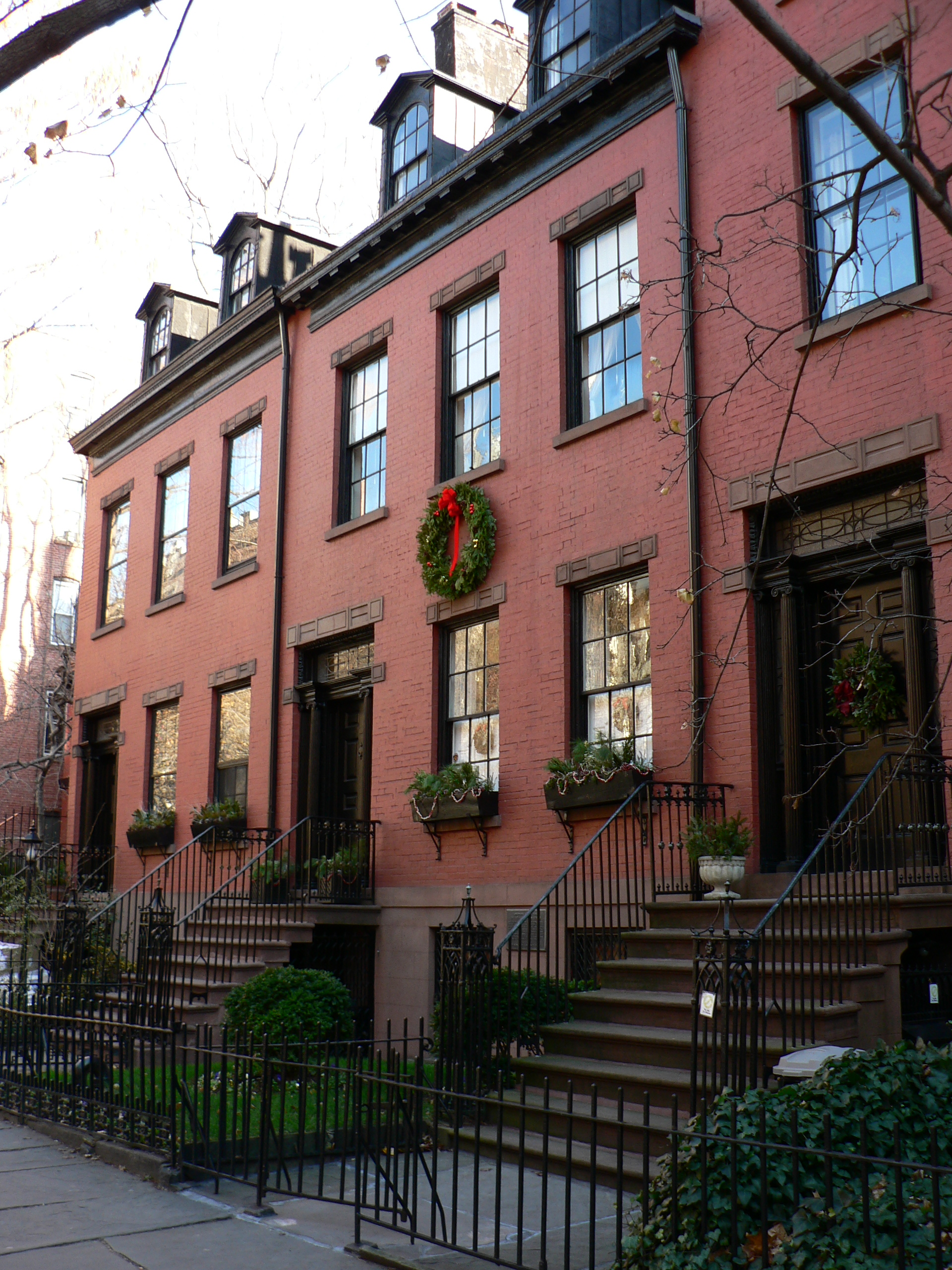
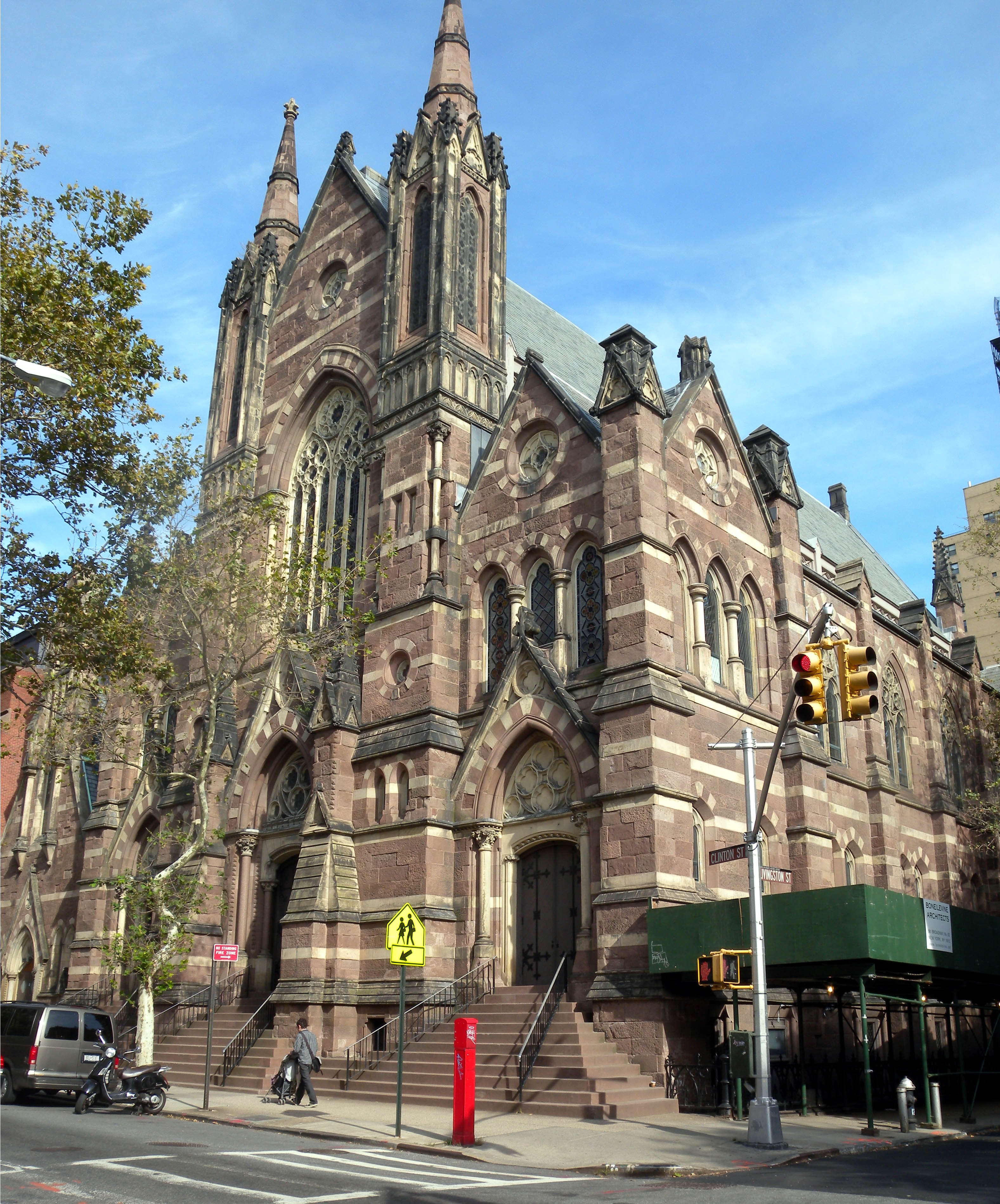

## أعلام
- دونالد داي
- لويس تابان
- هارفي شابيرو
- رالف غوموري